# Hauteluce Val Joly
Ne doit pas être confondu avec Hauteluce ou Val-Joly.
Hauteluce Val Joly est une station de sports d'hiver de France située en Savoie, sur le territoire communal de Hauteluce. Directement reliée à la station des Contamines située au nord-est de l'autre côté du col du Joly, elle fait partie du domaine skiable Évasion Mont-Blanc.
Couvrant la partie amont de la petite vallée du Dorinet, elle n'est pas reliée aux Saisies, la seconde station de sports d'hiver de Hauteluce.

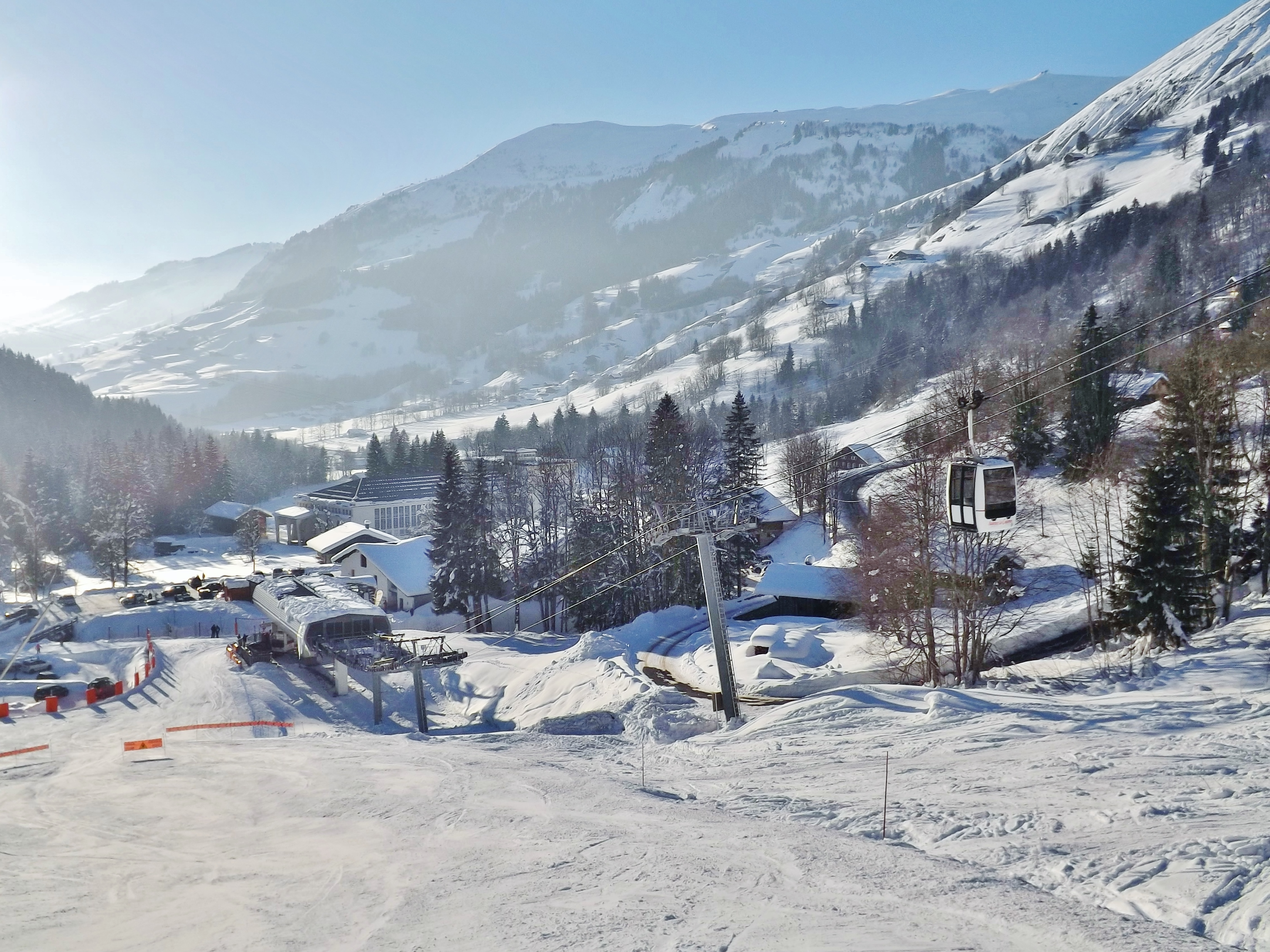
Vue du départ de la télécabine de la Ruelle dans le bas de la station.